# Goicea
Goicea es una comuna ubicada en el distrito de Dolj, Rumania.

## Superficie
Posee una superficie de 58,84 kilómetros cuadrados.

## Demografía
Hasta 2021 la población era de 2354 habitantes, con una densidad de población de 40,01 habitantes por kilómetro cuadrado.